# Åkrene
Åkrene este o localitate din comuna Fet, provincia Akershus, Norvegia, cu o suprafață de 0,23 km² și o populație de 274 locuitori (2013).